# Cazedarnes
Cazedarnes település Franciaországban, Hérault megyében. Lakosainak száma 640 fő (2022. január 1.). Cazedarnes Cazouls-lès-Béziers, Cébazan, Cessenon-sur-Orb, Pierrerue, Prades-sur-Vernazobre és Puisserguier községekkel határos.

## Népesség
A település népességének változása:
| Lakosok száma | 353  | 300  | 329  | 452  | 575  | 599  | 601  | 608  | 619  | 640  |
|               | 1968 | 1982 | 1990 | 2006 | 2013 | 2015 | 2017 | 2019 | 2020 | 2022 |